# Krystyna Jakubowska
Krystyna Jakubowska, bis 1962 Krystyna Tabaka, (* 15. Dezember 1942 in Warschau) ist eine ehemalige polnische Volleyballspielerin, die zwei olympische Medaillen gewann.

## Karriere
Bei der Weltmeisterschaft 1962 trat sie noch als Krystyna Tabaka an. Die Polinnen gewannen ihre Vorrundengruppe und belegten dann in der Hauptrunde den dritten Platz hinter den Mannschaften aus Japan und aus der Sowjetunion.
1963 bei der Europameisterschaft in Rumänien, nun als Krystyna Jakubowska antretend, gewann sie mit der polnischen Mannschaft die Silbermedaille hinter der sowjetischen Mannschaft.
Im Jahr darauf fand bei den Olympischen Spielen 1964 die olympische Premiere für Volleyball statt. Die polnische Mannschaft erreichte den dritten Platz hinter den Japanerinnen und der Auswahl aus der Sowjetunion. Jakubowska war mit 24 persönlich erzielten Punkten hinter der Japanerin Kinuko Tanida zweiterfolgreichste Angreiferin des Turniers.
An der Weltmeisterschaft 1967 nahm die polnische Mannschaft, wie alle anderen Ostblockmannschaften, nicht teil, nachdem es mit den gastgebenden Japanern zu keiner Einigung über die Bezeichnungen für die zur Teilnahme qualifizierten Teams aus Nordkorea und aus der DDR kam. Bei der Europameisterschaft 1967 gewannen die Polinnen wieder die Silbermedaille hinter der Mannschaft aus der Sowjetunion.
1968 wurde das olympische Volleyballturnier in Mexiko-Stadt ausgetragen. Es siegte die sowjetische Mannschaft vor den Japanerinnen und den Polinnen. Mit 23 erzielten individuellen Punkten lag Jakubowska in ihrer Mannschaft auf dem sechsten Platz.